# Cratere Dapamort
Dapamort è un cratere sulla superficie di Giapeto.